# شجاعت (فیلم ۲۰۲۴)
شجاعت (به هندی: Jigra) یک فیلم هندی اکشن دلهره‌آور هندی-زبان است که در سال ۲۰۲۴ اکران شد، کارگردان فیلم واسان بالا بود که خود او به همراه دباشیش ایرنگبام، نویسندگی فیلم را انجام داده‌اند. تهیه کنندگی فیلم توسط کاران جوهر، آپوروا مهتا، عالیا بات، شاهین بات و سومِن میشرا تحت نشان شرکت‌های دارما پروداکشنز و ایترنال سانشاین پروداکشنز انجام شده است. در این فیلم عالیا بات در نقش یک زن جوان پریشان‌ خاطر را بازی می‌کند که باید برادرش (با بازی ودانگ راینا) را از زندان نجات دهد.
فیلم‌برداری اصلی از ماه اکتبر ۲۰۲۳ تا فوریه ۲۰۲۴، در بمبئی و سنگاپور انجام شد. فیلم شجاعت در روز ۱۱ اکتبر ۲۰۲۴ در سراسر جهان اکران شد که مصادف با جشن ویجایاداشامی بود و با نقدهای متفاوت از سوی منتقدان همراه شد، این فیلم در گیشه فروش عملکرد ناموفقی داشت.

## انتشار
سینما 
این فیلم ابتدا قرار بود در روز ۲۷ سپتامبر ۲۰۲۴ اکران شود، اما بعداً به ۱۱ اکتبر ۲۰۲۴ منتقل شد تا نزدیک به روز جشن ویجایاداشامی اکران شود. نمایش فیلم با اتهام سرقت ادبی توسط بازیگر دیویا خوسلا کومار، که اظهار داشت فیلم شجاعت اقتباسی غیرمجاز از فیلم ساوی است که او در آن نقش‌آفرینی کرده و کمتر از پنج ماه قبل اکران شده بود، مخدوش شد.
رسانه خانگی
حقوق پخش فیلم پس از اکران، در روز ۶ دسامبر ۲۰۲۴ توسط نتفلیکس به دست آمد.